# Serile de Poezie de la Struga
Serile de Poezie de la Struga (în macedoneană Струшки вечери на поезијата, СВП; transliterat Struški večeri na poezijata, SVP) este un festival internațional de poezie care are loc anual în Struga, Macedonia. Pe parcursul mai multor decenii de existență, festivalul a acordat cel mai prestigios premiu, Cununa de Aur, unora dintre cei mai renumiți poeți internaționali, printre care: Mahmoud Darwish, Sachchidananda Hirananda Vatsyayan Agyey, W. H. Auden, Joseph Brodsky, Allen Ginsberg, Bulat Okudzhava, Pablo Neruda, Eugenio Montale, Léopold Sédar Senghor, Artur Lundkvist, Hans Magnus Enzensberger, Nichita Stănescu, Ted Hughes, Ko Un, Adunis, Makoto Ooka, Miroslav Krleža, Yehuda Amichai, Seamus Heaney, Tomas Gösta Tranströmer, Bei Dao, precum și unor autori autohtoni ca Blaže Koneski și Mateja Matevski.

## Istoric

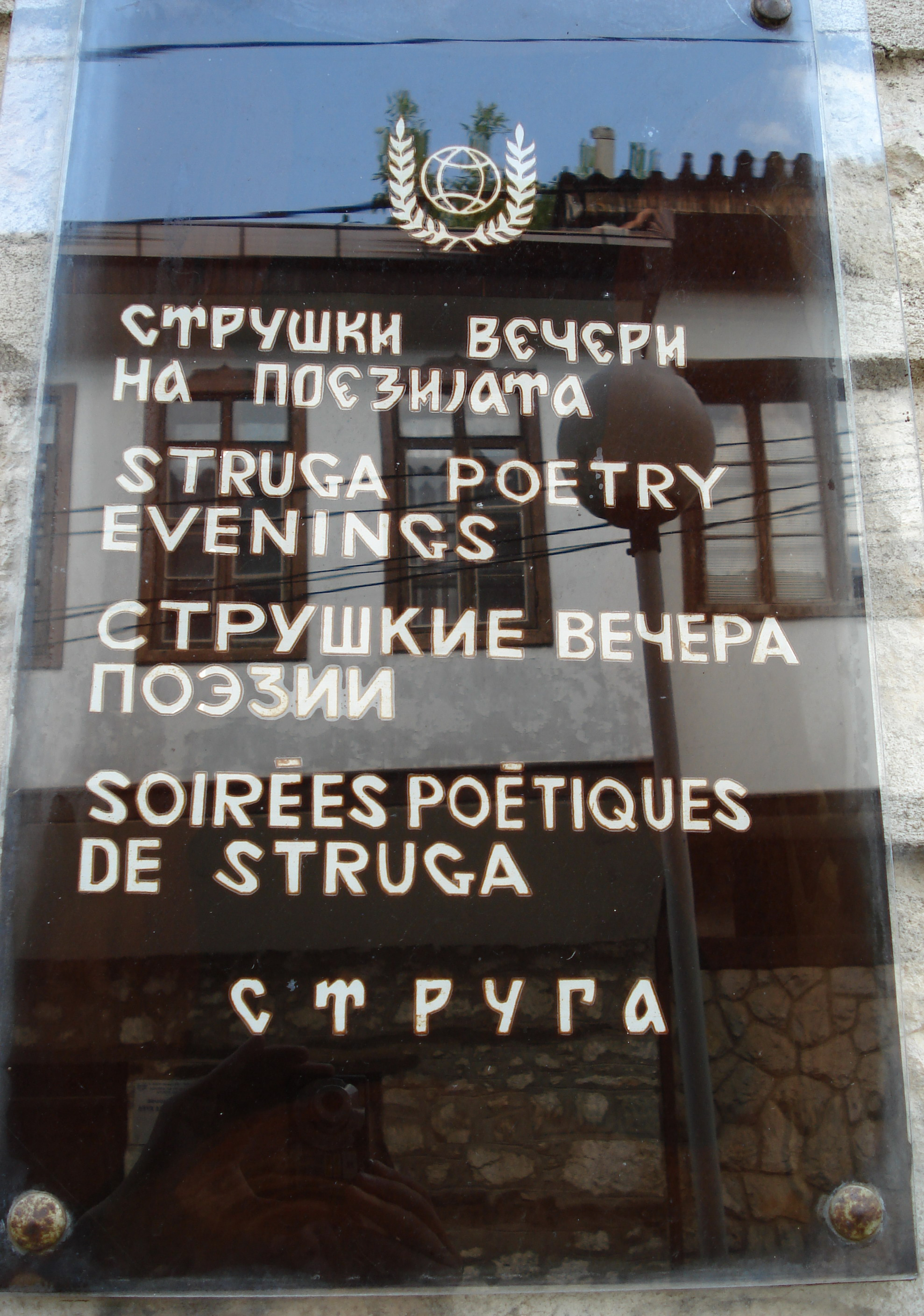
Biroul organizației Serile de Poezie de la Struga din Struga, Republica Macedonia

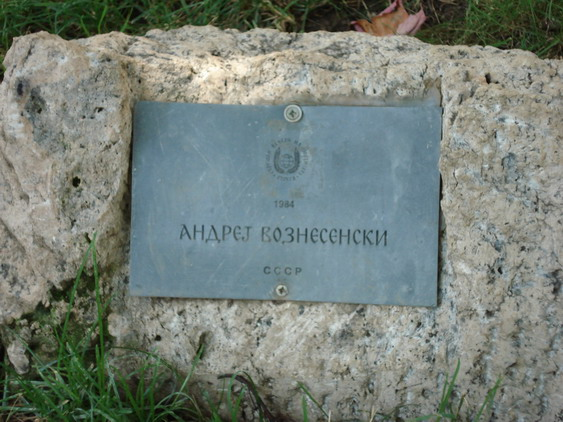
Placa memorială a lui Andrey Voznesensky în Parcul Poeziei din Struga

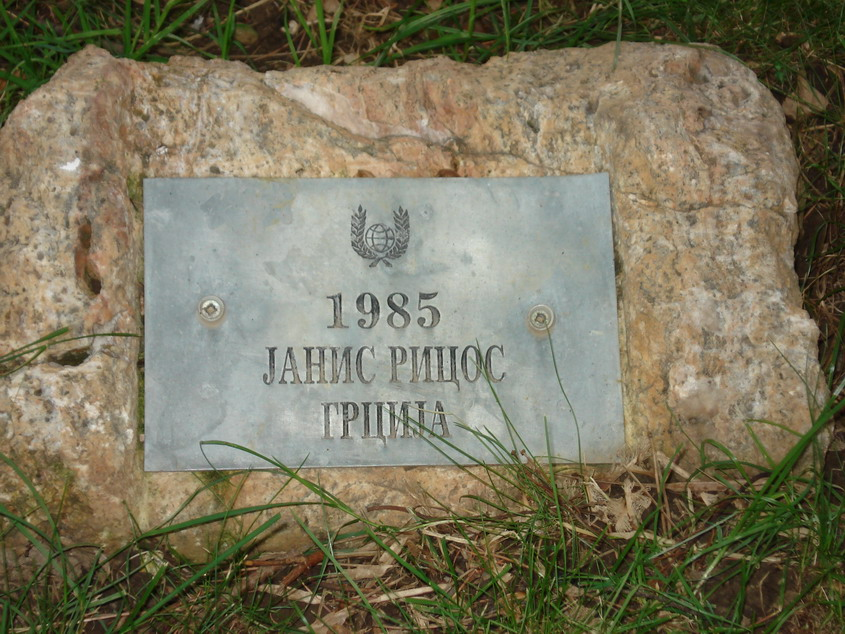
Placa memorială a lui Yiannis Ritsos

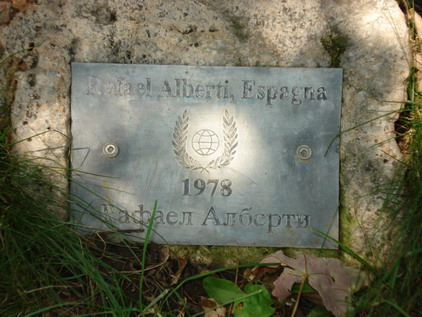
Placa memorială a lui Rafael Alberti

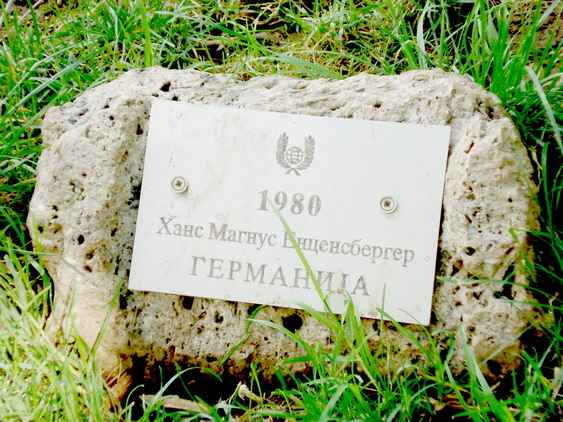
Placa memorială a lui Hans Magnus Enzensberger

Festivalul a fost organizat începând din 1961, în orașul Struga, pe atunci în Republica Populară Macedonia, doar cu poeți macedoneni, dar în 1963 a extins lista de participanți cu poeți din întreaga fostă Republica Socialistă Federativă Iugoslavia. Premiul Frații Miladinov a fost acordat pentru cea mai bună carte de poezie publicată între două festivaluri consecutive. În anul 1966 evenimentul s-a transformat într-un festival cultural internațional. Premiul internațional Cununa de Aur a fost instituit în același an, iar primul său destinatar a fost Robert Rozhdestvensky. În 2003, într-o strânsă colaborare cu UNESCO, Festivalul a instituit un alt premiu internațional numit Podurile din Struga pentru cea mai bună carte de poezie a unui autor debutant. Pe parcursul îndelungatei sale existențe, festivalul a găzduit circa 4.000 de poeți, traducători, eseiști și critici literari din aproximativ 95 de țări ale lumii.
Festivalul i-a premiat pe unii dintre cei mai mari poeți ai lumii, inclusiv pe câțiva câștigători ai Premiului Nobel pentru literatură ca Joseph Brodsky, Eugenio Montale, Pablo Neruda și Seamus Heaney, primul membru african al Academiei Franceze Léopold Sédar Senghor, care a fost, de asemenea, președinte al Senegalului, poetul oficial regal Ted Hughes, W. H. Auden, care este considerat de mulți ca fiind unul dintre cei mai mari scriitori ai secolului al XX-lea, și mulți alții.
Un subiect de interes este faptul că festivalul a premiat adesea poeți străini care erau considerați dizidenții în țările lor precum poetul rus exilat Joseph Brodsky, poetul chilian Pablo Neruda, poetul american din generația beat Allen Ginsberg, bardul sovietic Bulat Okudzhava și mulți alții.
În memoria laureaților, sunt dezvelite plăci memoriale fiecăruia dintre ei în Parcul Poeziei, amenajat în apropiere de Centrul Cultural din Struga.

## Organizare
Festivalul are oficii în Struga și în Skopje (un șef de birou, un director executiv și un secretar tehnic) și este organizat de un consiliu al Festivalului, care este format din profesioniști cunoscuți în domeniul poeziei (poeți, critici literari, traducători și profesori de cultură și literatură comparată).

## Evenimente
Festivalul constă din mai multe evenimente organizate în diferite locații:
- Ceremonia de deschidere pe platoul din fața Centrului Cultural din Struga, inclusiv o lectură tradițională a Tga za jug (în limba macedoneană: Т’га за југ, Dorul față de Sud), celebrul poem liric nostalgic scris de poetul originar din Struga Konstantin Miladinov în timpul vieții sale în Imperiul Rus.
- Meridijani (Меридијани, Meridiane) - o lectură de poezii realizată de mai mulți poeți internaționali în Centrul Cultural după ceremonia de deschidere.
- Portret na Laureatot (Портрет на Лауреатот,Portretul laureatului) - un eveniment dedicat laureatului premiului principal organizat în mod tradițional în biserica Sf. Sofia din orașul învecinat Ohrid, acompaniat de obicei de muzică clasică, muzică de operă sau muzică populară autohtonă sau internațională.
- Noći bez interpukcija (Ноќи без интерпукција, Nopți fără punctuație) - evenimente artistice multimedia oferind forme experimentale de prezentări poetice, care pot include, de asemenea, alte arte precum muzica și arta video.
- Picnicul poetic zilnic de la izvoarele Sveti Naum de lângă Lacul Ohrid, inclusiv muzică și dansuri etnice macedonene.
- Mostovi (Мостови, Poduri) - ceremonia de închidere organizată la Podul Poeziei de pe râul Drim din Struga, inclusiv lecturi de poezie și ceremonia de premiere.

Alte evenimente includ ateliere de creație, mese rotunde pe diverse teme sociale și influența lor asupra poeziei etc.
Un alt eveniment este așa-numita Caravana Poeziei, care constă din spectacole de poezie în întreaga țară. De obicei, după încheierea Festivalului, sunt organizate lecturi de poezie în capitala națională, Skopje.

## Premii
- Zlaten Venec na Poezijata (Златен Венец на Поезијата, Cununa de Aur a Poeziei), principalul premiu internațional acordat unui poet de renume mondial în viață pentru activitatea în domeniul poeziei. Numele laureatului este făcut public, de obicei, cu mai multe luni în avans.
- Brakja Miladinovci (Браќа Миладиновци, Premiul Frații Miladinov) pentru cea mai bună carte publicată între două festivaluri.
- Podurile din Struga, pentru cel mai bun autor debutant.
- Iselenička gramota, pentru poeții din diaspora macedoneană.

### Laureații premiului Cununa de Aur
- 1966 Robert Rozhdestvensky (URSS)
- 1967 Bulat Okudzhava (URSS)
- 1968 László Nagy (Ungaria)
- 1969 Mak Dizdar (RS Bosnia și Herțegovina, RSF Iugoslavia)
- 1970 Miodrag Pavlović (RS Serbia, RSF Iugoslavia)
- 1971 W. H. Auden (SUA)
- 1972 Pablo Neruda (Chile)
- 1973 Eugenio Montale (Italia)
- 1974 Fazıl Hüsnü Dağlarca (Turcia)
- 1975 Léopold Sédar Senghor (Senegal)
- 1976 Eugène Guillevic (Franța)
- 1977 Artur Lundkvist (Suedia)
- 1978 Rafael Alberti (Spania)
- 1979 Miroslav Krleža (RS Croația, RSF Iugoslavia)
- 1980 Hans Magnus Enzensberger (RFG)
- 1981 Blaže Koneski (RS Macedonia, RSF Iugoslavia)
- 1982 Nichita Stănescu (RS România)
- 1983 Sachchidananda Hirananda Vatsyayan Agyey (India)
- 1984 Andrey Voznesensky (URSS)
- 1985 Yiannis Ritsos (Grecia)
- 1986 Allen Ginsberg (SUA)
- 1987 Tadeusz Różewicz (Polonia)
- 1988 Desanka Maksimović (RS Serbia, RSF Iugoslavia)
- 1989 Thomas W. Shapcott (Australia)
- 1990 Justo Jorge Padrón (Spania)
- 1991 Joseph Brodsky (SUA)
- 1992 Ferenc Juhász (Ungaria)
- 1993 Gennadiy Aygi (Ciuvașia, Federația Rusă)
- 1994 Ted Hughes (Marea Britanie)
- 1995 Yehuda Amichai (Israel)
- 1996 Makoto Ooka (Japonia)
- 1997 Adunis (Siria)
- 1998 Liu Banjiu (China)
- 1999 Yves Bonnefoy (Franța)
- 2000 Edoardo Sanguineti (Italia)
- 2001 Seamus Heaney (Irlanda)[2]
- 2002 Slavko Mihalić (Croația)
- 2003 Tomas Tranströmer (Suedia)
- 2004 Vasco Graça Moura (Portugalia)
- 2005 William S. Merwin (SUA)
- 2006 Nancy Morejón (Cuba)
- 2007 Mahmoud Darwish (Palestina)
- 2008 Fatos Arapi (Albania)
- 2009 Tomaž Šalamun (Slovenia)
- 2010 Lyubomir Levchev (Bulgaria)
- 2011 Mateja Matevski  (Macedonia)
- 2012 Mongane Wally Serote (Africa de Sud)
- 2013 José Emilio Pacheco (Mexic)
- 2014 Ko Un (Coreea de Sud)[3]
- 2015 Bei Dao (China) [4]
- 2016 Margaret Atwood (Canada)[5]

## Publicații
Organizația Serile de Poezie de la Struga este implicată de asemenea în publicarea de cărți.

### Antologii de poezie
- 1971 Poezia italiană contemporană
- 1972 Poezia sovietică contemporană
- 1972 Antologie de poezie românească
- 1973 Poezia poloneză contemporană
- 1974 Poezia chiliană contemporană
- 1976 Poezia finlandeză
- 1977 Poezia algeriană contemporană
- 1978 Poezia palestiniană contemporană
- 1978 Poezia germană din sec. al XX-lea
- 1979 Poezia americană modernă
- 1980 Noua poezie maghiară
- 1980 Poezia indiană contemporană
- 1981 Poezia greacă contemporană
- 1982 Poezia austriacă din sec. al XX-lea
- 1983 Poezia venezueleană contemporană
- 1983 Poezia contemporană a Cehoslovaciei
- 1984 Poezia egipteană contemporană
- 1985 Noua poezie chineză
- 1987 Poezia australiană contemporană
- 1988 Poezia suedeză contemporană
- 1989 Poezia belgiană contemporană
- 1990 Poezia britanică contemporană
- 1991 Poezia elvețiană contemporană
- 1992 Poezia contemporană din Luxemburg
- 1993 Poezia italiană contemporană
- 1994 Poezia germană contemporană
- 1995 Poezia daneză contemporană
- 1996 Poezia albaneză contemporană
- 1997 Poezia coreeană contemporană
- 1998 Poezia spaniolă din sec. al XX-lea
- 1999 Poezia bulgară contemporană
- 2000 Poezia rusă contemporană
- 2001 Poezia portugheză contemporană
- 2002 Poezia tunisiană contemporană
- 2003 Poezia indiană contemporană scrisă în limba engleză
- 2004 Poezia olandeză contemporană
- 2005 Poezia israeliană contemporană
- 2006 Poezia caraibeană contemporană
- 2007 Poezia turcă contemporană
- 2008 Poezia ucraineană contemporană
- 2009 Poezia norvegiană contemporană
- 2010 Poezia azeră contemporană
- 2011 Poezia din țările slave
- 2012 Poezia mongolă contemporană
- 2013 Poezia slovenă contemporană